# Sidi Ghanem (Chichaoua)
Sidi Ghanem (en àrab سيدي غانم, Sīdī Ḡānim; en amazic ⵙⵉⴷⵉ ⵖⴰⵏⵎ) és una comuna rural de la província de Chichaoua, a la regió de Marràqueix-Safi, al Marroc. Segons el cens de 2014 tenia una població total de 9.326 persones.